# FK Hajduk Kula
O Fudbalski Klub Hajduk Rodić M&B Kula (sérvio:Фудбалски клуб Хајдук Родић МБ Кула) foi uma equipe de futebol da cidade de Kula, Sérvia. Suas cores são azul e branco. Foi fundado em 1912.
O nome do time é uma homenagem aos haiduques, bandoleiros heróis dos Bálcãs.
Disputa seus jogos no Stadion Hajduk, em Kula, que tem capacidade para 12.000 espectadores. Atualmente, compete na primeira divisão do Campeonato Sérvio de Futebol, onde nunca conseguiu muito destaque (a não ser o quarto lugar em 1996/97 e 2005/06). 
Este último resultado lhe garantiu a vaga na Copa da UEFA em 2006/07, aonde foi eliminado na segunda fase de qualificação. O adversário foi o CSKA Sofia, da Bulgária, empatando fora por 0 a 0 e em casa por 1 a 1 na prorrogação, sendo eliminado pelo menor gols marcados no campo adversário.

## Nomes
- 1912 KAFK [1]
- 1992 FK Hajduk Rodić M&B Kula

## Títulos
O clube não possui nenhum título de relevância